# Шульгин, Дмитрий Иванович
Дмитрий Иванович Шульгин (февраль 1784 — 20 декабря 1854) — военный и государственный деятель Российской империи, генерал от инфантерии, член Государственного совета. В 1847–54 гг. санкт-петербургский военный генерал-губернатор, «управляющий и гражданской частью».

## Биография
Родился в феврале 1784 года и происходил из дворян Шульгиных Валдайского уезда Новгородского наместничества.
По окончании первоначального образования в Московском университетском пансионе («читал не бегло»), Шульгин 5 февраля 1800 г. был определён подпрапорщиком в лейб-гвардии Преображенский полк, 11 декабря 1804 года произведён в портупей-прапорщики и 9 января 1805 г. — в прапорщики лейб-гвардии.
В рядах Преображенского полка Шульгин в 1805 году совершил заграничный поход в Шлезию и Моравию и 20 ноября участвовал в сражении под Аустерлицем, за отличие в этом сражении награждён орденом св. Анны 4-й степени (28 августа 1808 г.). Произведённый 14 ноября 1806 г. в подпоручики, Шульгин в следующем году был в походе в Пруссию и в мае сражался под Гельсбергом.
По возвращении в Россию Шульгин участвовал в походе против шведов в Финляндию и в экспедиции, предпринятой для покорения Аландских островов; за отличие в этой кампании произведён 11 августа 1809 г. в поручики.
Произведённый 26 октября 1811 г. в штабс-капитаны, он 19 ноября перевёлся в Лейб-гвардии Литовский полк (впоследствии названный Московским), в рядах которого принимал участие во многих делах Отечественной войны — при Витебске, Смоленске, Тарутине, Малом Ярославце и Красным — и за генеральное сражение под Бородиным был 8 сентября 1812 г. награждён орденом св. Анны 2-й степени с алмазными украшениями; за отличие в кампании 1812 года произведён 20 января 1813 года в капитаны.
В Заграничном походе 1813 года Шульгин находился в сражениях при Люцене и Бауцене, причем за последнее был 26 августа награждён орденом св. Владимира 4-й степени с бантом и прусским орденом «Pour le mérite»; в августе того же года он сражался при Дрездене, Кульме и Лейпциге.
В январе 1814 года находился в походе во Францию и участвовал в сражениях на Бриеннском поле и при Ла-ротьере, а также под Парижем; за взятие Парижа был награждён серебряной медалью.
28 января 1816 года Шульгин был произведён в полковники, а 29 ноября 1819 г. переведён в Екатеринославский гренадерский полк и назначен его командиром.
Произведённый 24 августа 1824 г. в чин генерал-майора, Шульгин состоял командиром 3-й бригады 2-й гренадерской дивизии, из которой 2 августа 1825 г. был переведён в Москву обер-полициймейстером. На этом посту Шульгин был удостоен орденов св. Анны 1-й степени (18 апреля 1826 г., алмазные знаки к этому ордену пожалованы 12 января 1828 г.), св. Владимира 3-й степени (8 февраля 1829 г.); 26 ноября 1827 г. за беспорочную выслугу 25 лет в офицерских чинах был награждён орденом св. Георгия 4-й степени (№ 4054 по списку Григоровича — Степанова).
В 1830 году высочайшим приказом Шульгин был назначен начальником 18-й пехотной дивизии (впоследствии переименованной в 11-ю), которая в составе других войск предназначалась для усмирения мятежа, вспыхнувшего в Польше, принял участие в этом усмирении и за удачные действия против мятежников был 23 января 1832 г. награждён орденом св. Владимира 2-й степени. 6 декабря 1833 г. произведён в генерал-лейтенанты; 25 июня 1838 г. награждён орденом Белого Орла.
12 октября 1840 года генерал Шульгин был назначен начальником 2-й гренадерской дивизии, но вскоре по болезни принужден был оставить эту должность и Высочайшим приказом от 19 декабря 1843 г. назначен был состоять по армии.
4 января 1846 г. Шульгин назначен Санкт-Петербургским комендантом, 21 апреля 1847 г. — исправляющим должность Санкт-Петербургского военного генерал-губернатора, 11 апреля следующего года утверждён в этой должности; 25 июня 1848 г. произведён в генералы от инфантерии.
1 ноября 1848 года Шульгин был назначен членом Государственного совета, с оставлением в должности генерал-губернатора.
С 1847 по 1855 год был членом Попечительского совета заведений общественного призрения в Санкт-Петербурге. 1 ноября 1848 г. Шульгин был назначен вице-президентом комитета попечительного о тюрьмах Общества и за отличное и примерное благоустройство и за образцовый порядок неоднократно удостаивался Монаршей признательности, объявляемой ему в именных указах совету Общества.
Шульгин умер 20 декабря 1854 года в Петербурге; похоронен в Александро-Невской лавре на Лазаревском кладбище (XII уч.).
Получила большую известность фраза, сказанная Шульгиным в ноябре 1851 года Н. И. Гречу: «Да ведь мы не в Европе! По географическому положению мы европейцы, это правда, но по отношениям к быту общества мы чистые азиаты!»